# Tabula (bordspel)

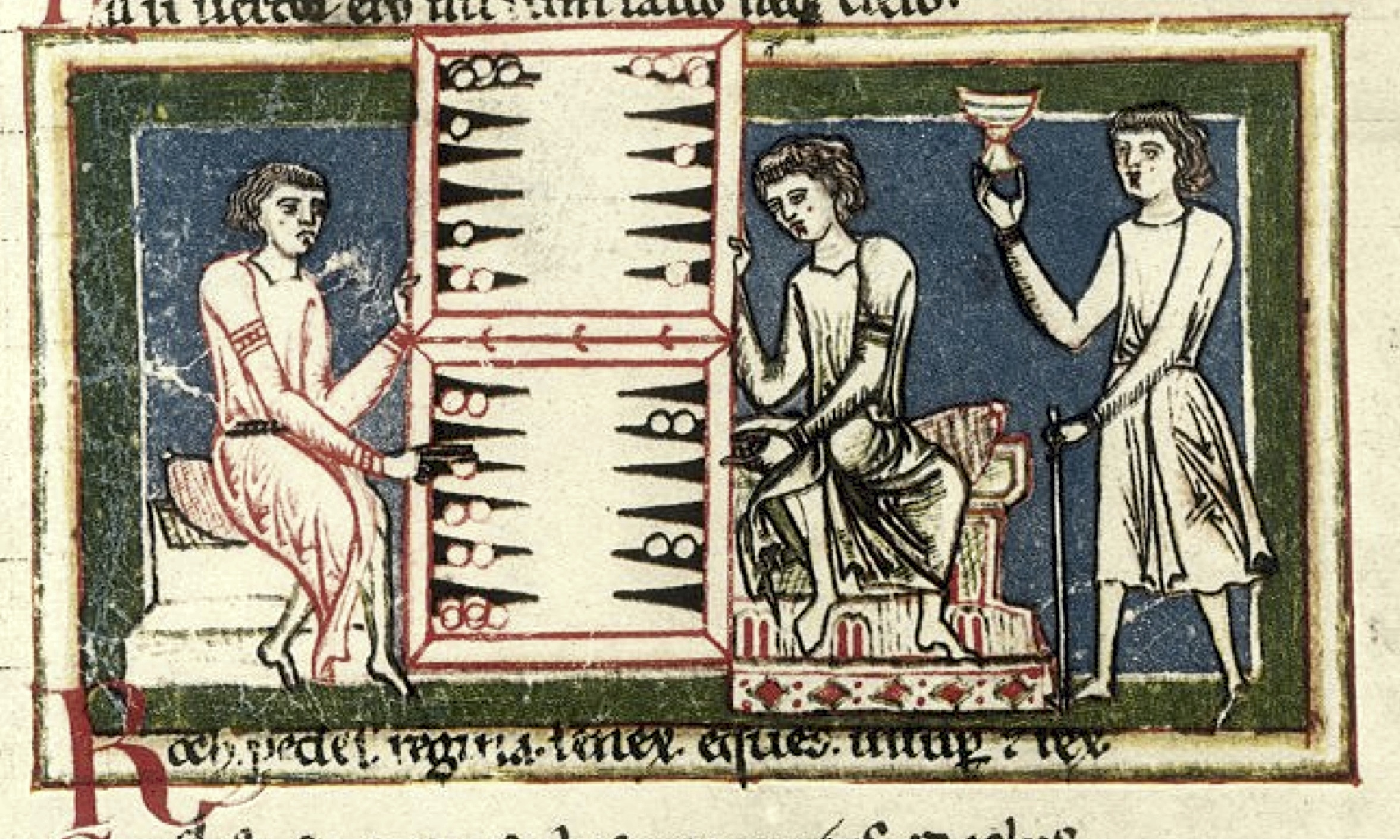
13e-eeuwse illustratie met tabulaspelers uit de Carmina Burana.

Tabula (Grieks: τάβλι) was een Romeins bordspel. Er wordt verondersteld dat het een voorloper was van het moderne backgammon.
In zijn Etymologiae (7e eeuw) schrijft Isidorus van Sevilla dat tabula was uitgevonden door Alea, een Griekse soldaat in de Trojaanse Oorlog.
Op een Romeinse bronzen spiegel uit 200 v.Chr. staan een jonge man en vrouw afgebeeld die tabula spelen. Volgens de inscriptie zegt de vrouw 'ik geloof dat ik heb gewonnen'. Tabula was vrijwel zeker een latere verfijning van het spel Ludus duodecim scriptorum, dat tussen de 1e en 4e eeuw n.Chr. eerst nog de naam alea zou krijgen. In de 1e eeuw wordt alea genoemd door de Romeinse schrijver Suetonius in zijn beschrijving van keizer Claudius: Claudius was een groot fan van het spel alea, hij had er zelfs een boek over geschreven, en op zijn strijdwagen was standaard een speelbord bevestigd. In de loop van de 4e eeuw kwam ook de naam tabula in zwang.
De vroegste beschrijving van τάβλι ('tavli') is te vinden in een epigram van de 6e-eeuwse dichter Agathias Scholastikos: hij beschreef daarin dat de 5e-eeuwse Byzantijnse keizer Zeno een ongelukkig worp met de dobbelstenen deed en daarmee zijn sterke positie in het spel verloor. Dit epigram was de basis voor Louis Becq de Fouquières om in de 19e eeuw de spelregels van tabula te reconstrueren. Op een bord met aan elke zijde 12 punten moest elke speler zijn 15 speelstukken proberen in tegenovergestelde richting het bord rond te krijgen. Het verplaatsen van de stukken gebeurde door met drie dobbelstenen te gooien. Zowel het bord als de spelregels komen grotendeels overeen met het huidige backgammon.
In het epigram wordt beschreven welke opstelling Zeno had toen hij de drie dobbelstenen wierp. Hij gooide een 2, 5 en 6 en was volgens de spelregels verplicht om de resultaten van deze drie worpen uit te voeren op het bord. Door de ligging van de stenen van Zeno en zijn tegenstander kon hij de zetten alleen zo uitvoeren dat een aantal van zijn stenen in de gevarenzone kwamen: bij de beurt van zijn tegenstander konden die stenen geslagen worden. Hierdoor kwam Zeno dus in een zwakke spelpositie terecht.

Reconstructie van het spel dat Zeno speelde volgens het epigram van Agathias.

De naam τάβλι wordt in het moderne Griekenland nog steeds gebruikt om backgammon mee aan te duiden. In Syrë en Turkije wordt het spel tavla genoemd, in Bulgarije tabla en in Roemenië table.